# Lasse Hallström
Lars Sven "Lasse" Hallström (* 2. června 1946 Stockholm) je švédský filmový režisér a scenárista. Proslavil se zejména tvorbou videoklipů pro švédskou skupinu ABBA a silně ovlivnil vizuální styl této kapely. Za filmy Mitt liv som hund (1985) a The Cider House Rules (1999) byl nominován na Oscara. K jeho komerčně nejúspěšnějším filmům patří Čokoláda (2000) s Juliette Binocheovou v hlavní roli. Jeho manželkou je od roku 1994 herečka Lena Olinová. Jeho dědeček Ernst Lyberg byl švédským ministrem financí (1926–1928) a předsedou švédské Liberální strany (1930–1933). V roce 2025 mu bylo propůjčeno ocenění Litteris et Artibus.